# Forfatterskolen
La Forfatterskolen (littéralement L'École des écrivains) est un établissement d'enseignement supérieur indépendant relevant du ministère de la Culture, dont le siège est à Copenhague, qui fonctionne sur le même modèle que l'Académie royale des beaux-arts du Danemark.
L'école — fondée en 1987 par Per Aage Brandt, Ulla Ryum (da) et Poul Borum (da) — ne dispense pas un enseignement littéraire généraliste comme à l'université, mais a pour but d'offrir une formation d'écrivain spécialisée, destinée à aiguiser la plume des élèves, basée sur des compétences littéraires (techniques d'écriture, connaissance générale de la littérature et des auteurs, lecture critique) et de promouvoir, à travers un débat esthétique général, un dialogue avec les autres formes d'art et l'ensemble des domaines la connaissance.
Elle est réputée très sélective.
Il s'agit d'un cursus universitaire de deux ans, auquel ne sont inscrits qu'une poignée d'élèves, entre cinq et dix selon les promotions, alors qu'y postulent entre 200 et 300 candidats.

## Directeurs
- Pablo Henrik Llambías (da) (2009- ?)
- Hans Otto Jørgensen (da) (2002-2009)
- Niels Frank (da) (1996-2002)
- Poul Borum (da) (1989-1996)

## Étudiants diplômés devenus écrivains
- Anne-Mette Riis-Rasmussen (da)
- Christian Bundegaard (da)
- Christian Yde Frostholm (da)
- Connie Bork (da)
- Kirsten Boutrup
- Lars Lønstrup Jakobsen (da)
- Sanne Bjerg (da)
- Solvej Balle (da)
- Christian Dorph (da)
- Christina Hesselholdt (da)
- Hans-Erik Larsen (da)
- John Bang Jensen (da)
- Lars K. Andersen (d)
- Merete Pryds Helle
- Camilla Deleuran (da)
- Christer Hermansson (da)
- Espen Andersen
- Hans Holten Hansen (da)
- Helle Helle
- Janus Kodal (da)
- Kirsten Hammann (da)
- Mads Brenøe (da)
- Morten Søndergaard (da)
- Pia Møller Nielsen
- Bolette Rud. Pallesen (da)
- Jesper Uhrup Jensen (da)
- Jörgen Lind (da)
- Jørn Skov Hansen
- Lene Henningsen (da)
- Christian Lund (da)
- Claus Beck-Nielsen (da)
- Jens Ottosen
- Jesper Hansen
- Karen Margrethe Adserballe
- Laila Ingrid Rasmussen (da)
- Lone Munksgaard Nielsen (da)
- Tomas Thøfner (da)
- Birte Blønd (da)
- Bo Platin
- Iben Claces (da)
- Jørn Frederiksen
- Katrine Marie Guldager (da)
- Sonja Nyegaard (da)
- Thøger Jensen (da)

## Crédit d'auteurs
- (da) Cet article est partiellement ou en totalité issu de l’article de Wikipédia en danois intitulé « Forfatterskolen » (voir la liste des auteurs).